# Вйона
Вйона (фр. Vionnaz) — громада  в Швейцарії в кантоні Вале, округ Монте.

## Географія
Громада розташована на відстані близько 85 км на південний захід від Берна, 37 км на захід від Сьйона.
Вйона має площу 21 км², з яких на 7% дозволяється будівництво (житлове та будівництво доріг), 30,2% використовуються в сільськогосподарських цілях, 54,7% зайнято лісами, 8,1% не є продуктивними (річки, льодовики або гори).

## Демографія
2019 року в громаді мешкало 2732 особи (+23,2% порівняно з 2010 роком), іноземців було 19,3%. Густота населення становила 130 осіб/км².
За віковим діапазоном населення розподілялося таким чином: 21% — особи молодші 20 років, 60,9% — особи у віці 20—64 років, 18,1% — особи у віці 65 років та старші. Було 1209 помешкань (у середньому 2,2 особи в помешканні).
Із загальної кількості 983 працюючих 46 було зайнятих в первинному секторі, 519 — в обробній промисловості, 418 — в галузі послуг.